# David Amerson
David Amerson (Honolulu, 8 dicembre 1991) è un giocatore di football americano statunitense che gioca nel ruolo di cornerback per gli Oakland Raiders della National Football League (NFL). Fu scelto nel corso del secondo giro (51º assoluto) del Draft NFL 2013 dai Washington Redskins. Al college ha giocato a football all’Università statale del North Carolina.

## Carriera professionistica

### Washington Redskins
Amerson fu scelto nel corso del secondo giro del Draft 2013 dai Washington Redskins. Nella settimana 4 mise a segno il primo intercetto in carriera su Matt Flynn degli Oakland Raiders, ritornandolo per 45 yard in touchdown e contribuendo alla prima vittoria stagionale dei Redskins. Il secondo intercetto lo fece registrare nella vittoria ai supplementari della settimana 9 contro i San Diego Chargers. La sua stagione da rookie si concluse con 48 tackle, 2 intercetti e un fumble forzato disputando tutte le 16 partite, 8 delle quali come titolare. Il 21 settembre 2015 fu svincolato.

### Oakland Raiders
Il giorno successivo, Amerson firmò con gli Oakland Raiders, chiudendo la sua prima stagione in California al secondo posto nella NFL con 29 passaggi deviati. Sei di quelli furono nella gara della settimana 12 contro i Tennessee Titans, un nuovo record di franchigia.

## Statistiche
| Partite totali      | 16 |
| Partite da titolare | 8  |
| Tackle              | 48 |
| Sack                | 0  |
| Intercetti          | 2  |

Statistiche aggiornate alla stagione 2013